# Kolekanos plumicaudus
Kolekanos plumicaudus es una especie de gecko endémico de Namibia. Fue descrito por primera vez por Haacke en 2008.